# Theissenia pyrenocrata
Theissenia pyrenocrata är en svampart som först beskrevs av Ferdinand Theissen, och fick sitt nu gällande namn av André Maublanc 1914. Theissenia pyrenocrata ingår i släktet Theissenia och familjen kolkärnsvampar.   Inga underarter finns listade i Catalogue of Life.